# Église Saint-Germain de Branville
Pour les articles homonymes, voir Église Saint-Germain.
L'église Saint-Germain est une église catholique située à Branville, en France. Elle est inscrite au titre des Monuments historiques.

## Localisation
L'église est située dans le département français du Calvados, à l'ouest du bourg de Branville.

## Historique
L'édifice est inscrit au titre des Monuments historiques depuis le 17 juillet 1926.

## Architecture

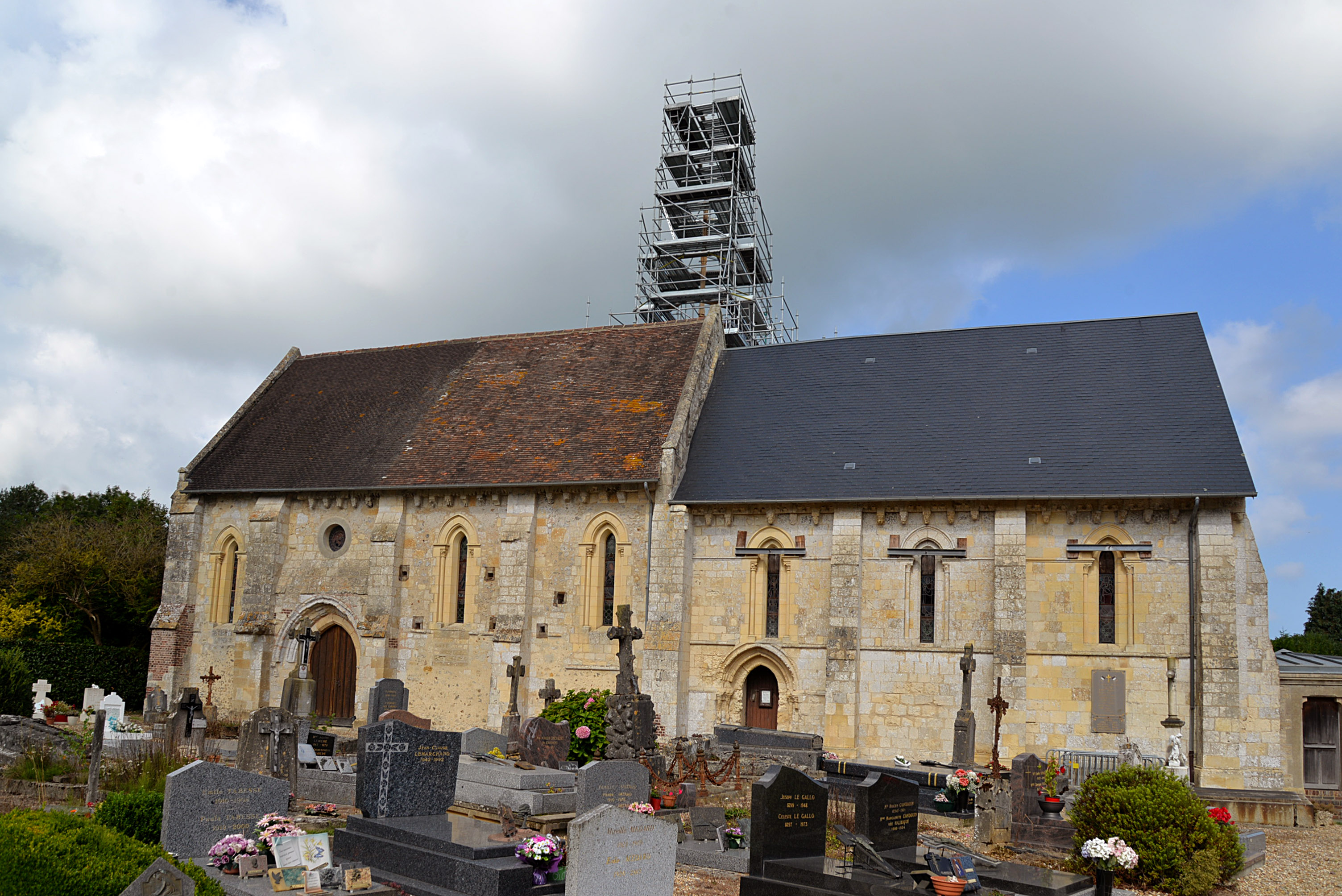
L'église Saint-Germain.
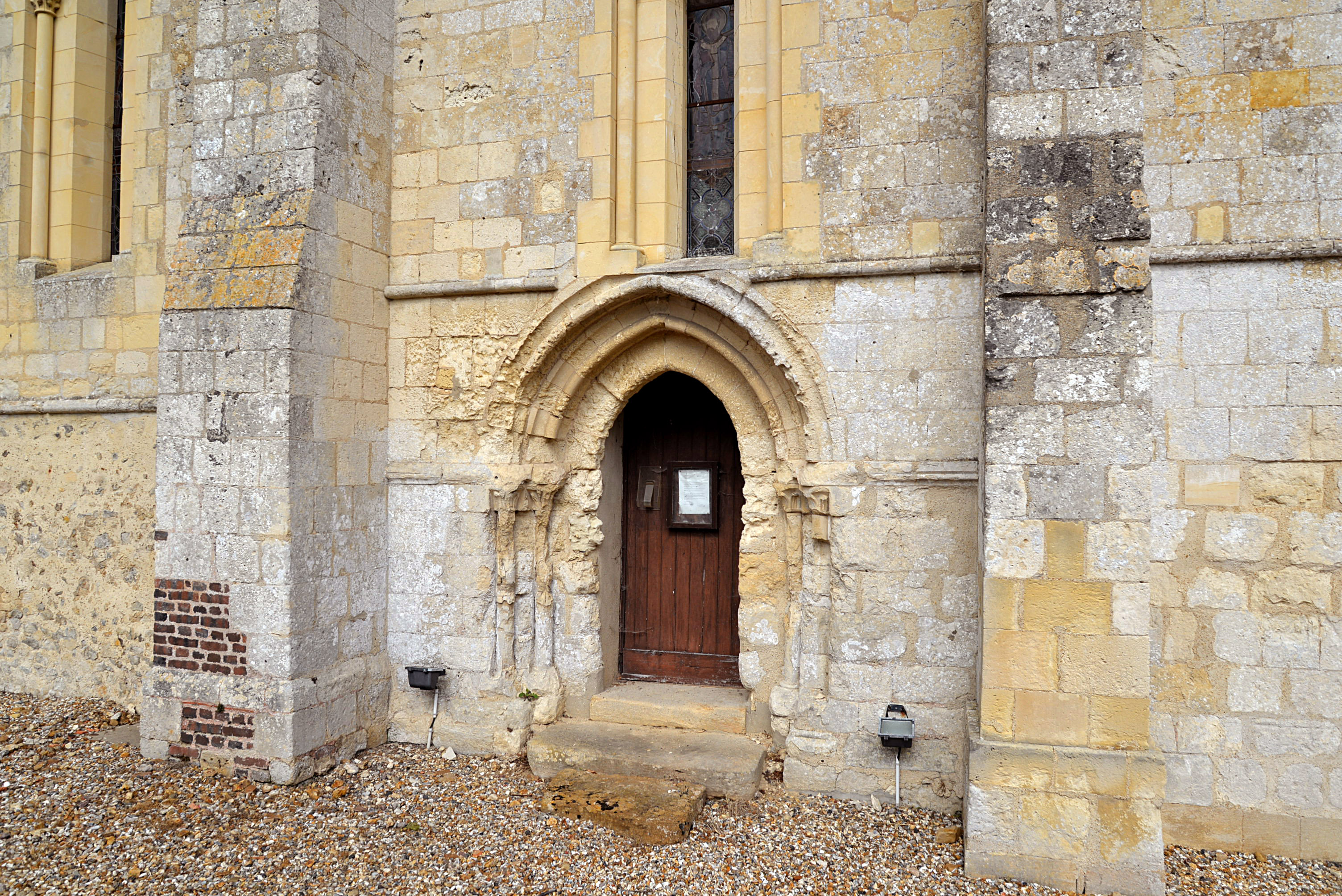
Porte latérale sud.
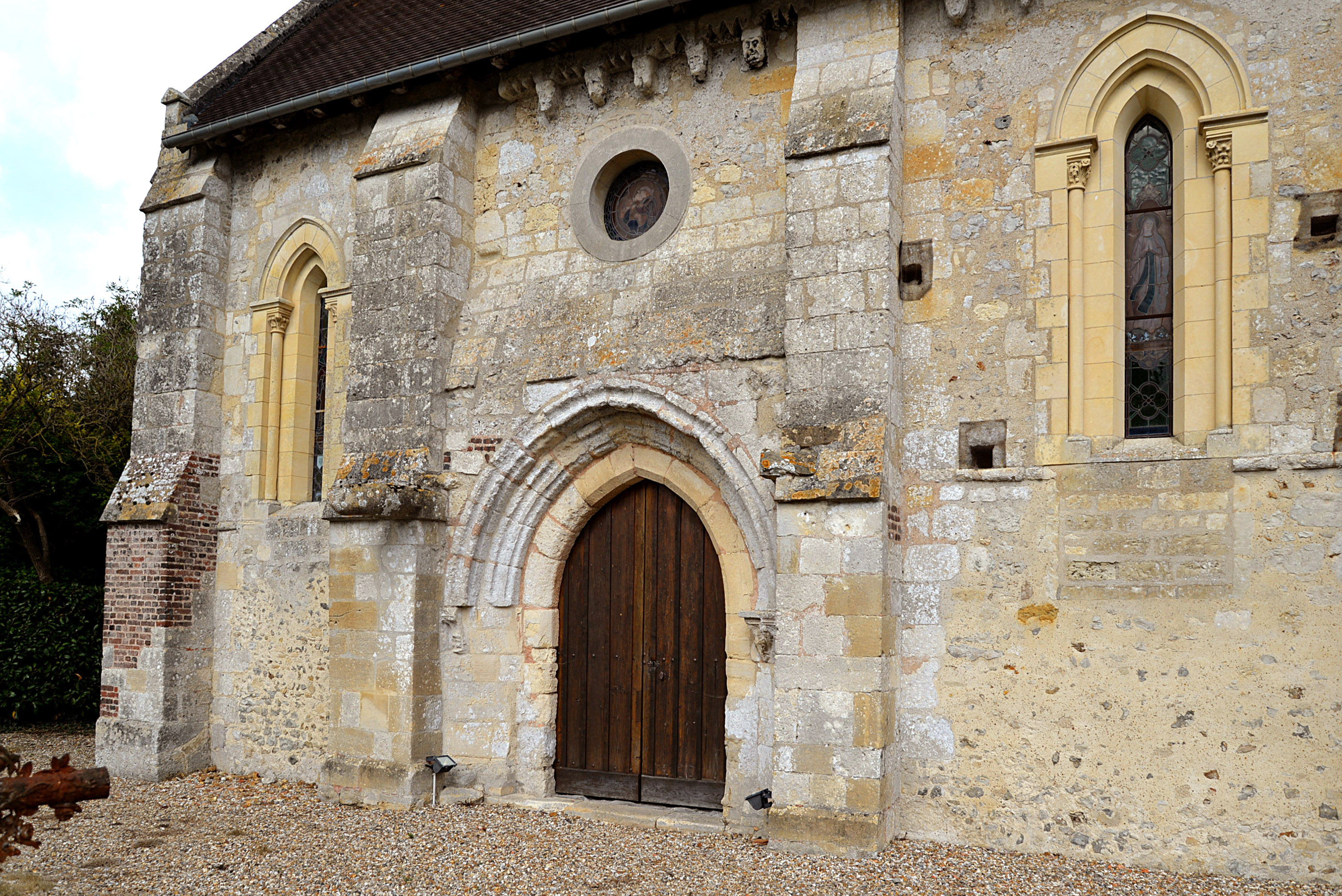
Portail latéral sud.
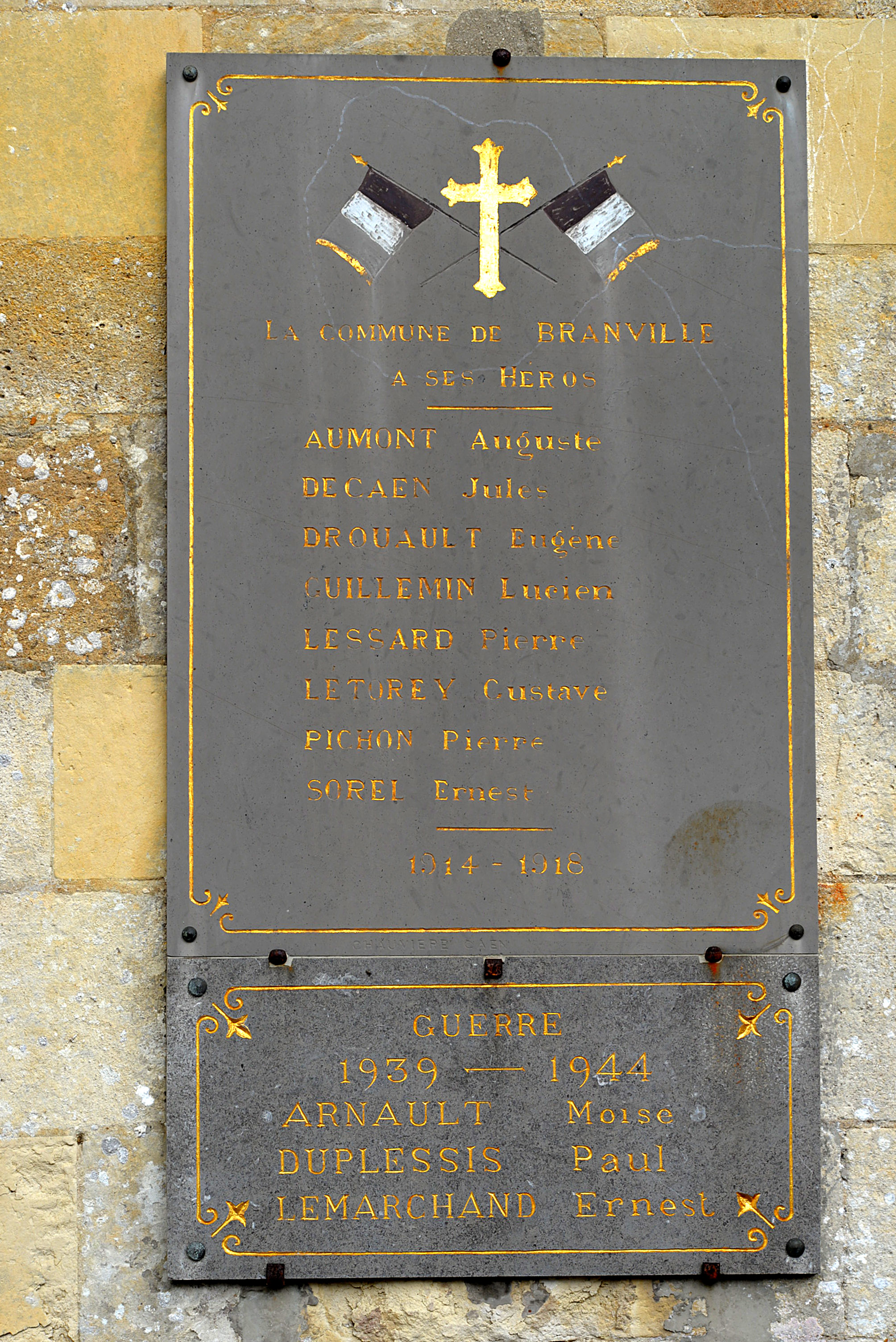
Plaque commémorative.